# I. Jakab La Marche grófja
Bourbon Jakab (franciául: Jacques I de Bourbon-La Marche; 1321. – Lyon mellett, 1362. április 6.) a  Bourbon-La-Marche-ház alapítója, amiből IV. Henrik francia király származik.

## Élete
1341-től 1342-ig harcolt a breton örökösödési háborúban. 1346-ban a crécyi csatában is harcolt.
A poitiers-i csatától 1360-ig angol hadifogságban volt, mint II. János francia király is.
A brignais-i csatában elesett a fiával együtt.

## Házassága és gyermekei
1335-ben feleségül vett Jeanne de Châtillon-t (1320–1371)
- Isabelle (1340–1371)
  - ⚭ (1) 1362 Louis II. de Brienne,  († 1364);
  - ⚭ (2) 1364 Bouchard VII de Vendôme (1345–1371),
- Péter (1342–1362),  la marche-i gróf
- I. János La Marche grófja (1344–1393), Vendôme grófja
- I. Jakab (1346–1417), Préaux ura (seigneur de Préaux)

## Fordítás
- Ez a szócikk részben vagy egészben  a   Jacques I. de Bourbon, comte de La Marche című német Wikipédia-szócikk fordításán alapul.  Az eredeti cikk szerkesztőit annak laptörténete sorolja fel. Ez a jelzés csupán a megfogalmazás eredetét és a szerzői jogokat jelzi, nem szolgál a cikkben szereplő információk forrásmegjelöléseként.
- Ez a szócikk részben vagy egészben  a   Jacques Ier de Bourbon-La Marche című francia Wikipédia-szócikk fordításán alapul.  Az eredeti cikk szerkesztőit annak laptörténete sorolja fel. Ez a jelzés csupán a megfogalmazás eredetét és a szerzői jogokat jelzi, nem szolgál a cikkben szereplő információk forrásmegjelöléseként.